# Forneus
Forneus, prema demonologiji, trinaesti duh Goecije koji zapovijeda nad dvadeset i devet legija duhova. Pojavljuje se u obliku strašnog morskog čudovišta. Podučava retorici, stranim jezicima, daje ljudima dobra imena i čini da ih vole prijatelji i neprijatelji.